# Johnny Hindmarsh
John Stuart „Johnny” Hindmarsh (ur. 25 listopada 1907, zm. 6 września 1938 w Weybridge) – brytyjski kierowca wyścigowy i pilot.

## Kariera
W wyścigach samochodowych Hindmarsh startował głównie w wyścigach samochodów sportowych. W latach 1930–1931, 1934–1935 i 1937 Brytyjczyk pojawiał się w stawce 24-godzinnego wyścigu Le Mans. W pierwszym sezonie startów stanął na drugim stopniu podium w klasie 3, a w klasyfikacji generalnej był czwarty. Rok później uplasował się na trzeciej pozycji w klasie 3. Sukces ten powtórzył w 1934 roku w klasie 3. W sezonie 1935 Hindmarsh odniósł zwycięstwo w klasie 5, co było równoważne ze zwycięstwem w całym wyścigu.